# بخش کویتزویل (شهرستان ماهونینگ، اوهایو)
بخش کویتزویل (به انگلیسی: Coitsville Township) یک منطقهٔ مسکونی در ایالات متحده آمریکا است که در شهرستان ماهونینگ، اوهایو واقع شده‌است.
 بخش کویتزویل ۳۳٫۴ کیلومتر مربع مساحت و ۱٬۳۹۲ نفر جمعیت دارد و ۳۳۹ متر بالاتر از سطح دریا واقع شده‌است.